# Parosphromenus sumatranus
Суматранський паросфромен (Parosphromenus sumatranus) — тропічний прісноводний вид риб з родини осфронемових (Osphronemidae), підродина макроподових (Macropodusinae).
1955 року Вольфганг Клаузевіц (нім. Wolfgang Klausewitz) із Франкфурта виявив серед завезених з острова Суматра паросфроменів риб, що відрізнялися від типового P. deissneri, єдиного на той час відомого представника роду, й описав їх як підвид P. deissneri sumatranus. Лише 2005 року Моріс Коттела (M. Kottelat) та Пітер Нг (P. K. L. Ng), разом із описом шістьох нових видів паросфроменів з Півострівної Малайзії, Суматри та Калімантану, підвищили статус суматранського паросфромена до окремого виду. Така систематична невизначеність стала причиною того, що P. sumatranus часто невірно ідентифікувався як P. deissneri, саме під такою назвою він був присутній зокрема в торгівлі акваріумними рибами.
Суматранський паросфромен є найзагадковішим представником роду. Він зустрічається у двох структурно різних варіантах: форма з досить високою спиною (тип, характерний для більшості паросфроменів) та значно більш низька форма, що нагадує P. parvulus і P. ornaticauda, два невеликі види з дуже стрункими тілами. Певним чином P. sumatranus розташований посередині між цими двома групами. З основною групою суматранського паросфромена пов'язує характер забарвлення, а з групою ornaticauda/parvulus — деякі особливості шлюбної поведінки. Петер Фінке (нім. Peter Finke) навіть висловив гіпотезу еволюційного розвитку роду Parosphromenus від виду, схожого на P. sumatranus, шляхом подальшого поділу на дві гілки.

## Опис
Максимальна загальна довжина 3,5 см. У спинному плавці 11-12 твердих і 6-7 м'яких променів, всього 17-19, в анальному 10-12 твердих і 8-10 м'яких, всього 20-22. У самців іноді спостерігається дуже коротка (зазвичай лише 1 мм) нитка на хвостовому плавці, зрідка її можна побачити й у самок.
Суматранський паросфромен має типове для представників роду смугасте забарвлення тіла, що складається з темних (коричневих) та світлих (жовтих) горизонтальних смуг, що чергуються.
Забарвлення непарних (спинний, хвостовий та анальний) плавців загалом невиразне, без чіткого контрасту між кольорами. Самець на спинному та анальному плавцях має світло-червоні смуги. В задній частині спинного плавця біля його основи розташована типова для виду виразна кругла чорна цятка, іноді вона зустрічається й у самок, але не така помітна. Характерною деталлю забарвлення виду є також вузька темна смуга, що окреслює межу між тілом та анальним плавцем. Такої смуги немає в жодного іншого виду паросфроменів. Хвостовий плавець однотонний, блідо-червоний, іноді з чорнуватим відтінком. Черевні плавці загалом прозорі, лише означені темною лінією, що закінчується на нитці.
Враховуючи особливості поведінки риб при залицянні, ризик сплутати цей вид з іншими паросфроменами мінімальний. Але навіть за зовнішністю суматранського паросфромена легко впізнати за характерною цяткою на спинному плавці.

## Поширення
Ендемік острова Суматра (Індонезія). Відомий з декількох місцевостей, розташованих в межах провінцій Джамбі, Ріау та Південна Суматра, але точна територія поширення виду не визначена. Орієнтовно вона становить 2200 км². Поточні тенденції чисельності популяції суматранського паросфромена невідомі.
Вид є стенотопним (водиться тільки тут) мешканцем кислих «чорноводних» середовищ існування, пов'язаних з торфовими болотними лісами. Цих риб ловили вздовж тінистих берегів на густо зарослих ділянках мілководдя. В місцевості поблизу міста Ренгат (індонез. Rengat) у провінції Ріау були зафіксовані такі показники води: pH 4,8, електропровідність 30 мкСм/см, твердість була дуже низькою й не піддавалась вимірюванням, температура 28 °C.

## Поведінка
Самці суматранського паросфромена залицяються головою догори, можлива навіть «перекинута» позиція. Ця особливість поведінки пов'язує вид з P. parvulus і P. ornaticauda, тоді як решта паросфроменів залицяються головою донизу або в горизонтальному положенні.
Батьківське піклування полягає в будівництві гнізд із піни.

## Утримання в акваріумі
Обидва типи (з високою та низькою спиною) суматранського паросфромена іноді з'являються в торгівлі акваріумними рибами. Часто вони неправильно ідентифікуються й продаються під назвою Parosphromenus deissneri або під різними, певною мірою оманливими, торговими назвами, наприклад: Parosphromenus «Red Line», Parosphromenus «Fire Red» тощо.
Умови утримання та розведення суматранського паросфромена загалом такі самі, як і для всіх представників роду. Багато фахівців відзначає надзвичайну полохливість виду, тому в акваріумі має бути багато схованок.
У великих акваріумах спостерігали одночасний нерест кількох пар суматранських паросфроменів, що свідчить про синхронізацію поведінки в групі риб, які проживають разом.

## Відео
- Parosphromenus Sumatranus на YouTube by Sumatera Wild Fish